# Physoptychis purpurascens
Physoptychis purpurascens är en korsblommig växtart som beskrevs av Celik och Akpulat. Physoptychis purpurascens ingår i släktet Physoptychis och familjen korsblommiga växter. Inga underarter finns listade i Catalogue of Life.